# Patricia Arquette
Patricia Arquette (n. 8 aprilie 1968, Chicago) este o actriță americană. Este soră cu Rosanna Arquette și David Arquette, actori la rândul lor. 
La 15 ani a plecat de acasă, iar la 18 ani deja primise un rol într-un film, Pretty Smart. Frumusețe picantă, conștientă de senzualitatea ei adesea agresivă, interpretează femei care nu vor sau nu pot sa-și înfrângă dorințele. Succesul a venit în 1987, odată cu apariția sa în „A Nightmare on Elm Street 3: Dream Warriors”, considerat de fanii seriei cel mai bun dintre episoade.
Cariera sa a cunoscut apogeul la începutul anilor 1990, cu filme ca „True Romance”, „Beyond Rangoon” sau „Lost Highway”. În 2005 a primit rolul principal în serialul de succes „Medium”, pentru care a primit mai multe nominalizări, printre care și la Emmy și Globul de Aur. 
A fost căsătorită cu Nicholas Cage, dar au divorțat după cinci ani.

## Filmografie
| Anul | Titlul                                      | Rolul                                |
| ---- | ------------------------------------------- | ------------------------------------ |
| 1986 | Pretty Smart                                | Zero                                 |
| 1987 | A Nightmare on Elm Street 3: Dream Warriors | Kristen Parker                       |
| 1988 | Far North                                   | Jilly                                |
| 1990 | Prayer of the Rollerboys                    | Casey                                |
| 1991 | The Indian Runner                           | Dorothy                              |
| 1991 | The Wild Flower                             |                                      |
| 1992 | Trouble Bound                               | Kit Califano                         |
| 1992 | Inside Monkey Zetterland                    | Grace Zetterland                     |
| 1993 | True Romance                                | Alabama Whitman                      |
| 1994 | Ed Wood(film)                               | Kathy O'Hara                         |
| 1994 | Holy Matrimony                              | Havana                               |
| 1995 | Beyond Rangoon                              | Laura Bowman                         |
| 1996 | Flirting with Disaster                      | Nancy                                |
| 1996 | Infinity                                    | Arline Greenbaum                     |
| 1997 | Lost Highway                                | Renee Madison/Alice Wakefield        |
| 1997 | Nightwatch                                  | Katherine                            |
| 1998 | The Hi-Lo Country                           | Mona Birk                            |
| 1999 | Bringing Out the Dead                       | Mary Burke                           |
| 1999 | Goodbye Lover                               | Sandra Dunmore                       |
| 1999 | Stigmata                                    | Frankie Paige                        |
| 2000 | Little Nicky                                | Valerie Veran                        |
| 2001 | Human Nature                                | Lila Jute                            |
| 2002 | The Badge                                   | Scarlet                              |
| 2002 | Searching for Debra Winger                  | Herself                              |
| 2003 | Deeper Than Deep                            | Linda Lovelace                       |
| 2003 | Tiptoes                                     | Lucy                                 |
| 2003 | Holes                                       | Miss Katherine 'Kissin' Kate' Barlow |
| 2003 | Abby Singer                                 | Cameo                                |
| 2005 | Medium (TV series)                          | Allison DuBois                       |
| 2006 | Fast Food Nation                            | Cindy                                |
| 2013 | Boyhood                                     |                                      |